# Carmen Phillips (1895-1936)
Pour les articles homonymes, voir Carmen Phillips.
Carmen Phillips, née le 9 janvier 1895 à San Francisco aux États-Unis, est une actrice américaine du cinéma muet. Elle meurt le 9 décembre 1936.

## Filmographie
La filmographie de Carmen Phillips, comprend les films suivants  :
- 1914 : The Pipes o' Pan (en)
- 1915 : Under the Crescent de Burton L. King
- 1915 : Outside the Gates (en)
- 1916 : The League of the Future (en)
- 1916 : Three Fingered Jenny (en)
- 1916 : The Grey Sisterhood de Edward LeSaint
- 1917 : Le Sacrifice de Sato (Forbidden Paths) de Robert Thornby
- 1917 : The Sunset Trail (en)
- 1918 : Unclaimed Goods (en)
- 1918 : Tyrant Fear (en)
- 1918 : La «girl» du cabaret
- 1919 : The Home Town Girl (en)
- 1919 : For a Woman's Honor de Park Frame
- 1919 : La Piste de l'épervier (en)
- 1919 : Pirates de l'air (en)
- 1920 : The Right of Way (en) de John Francis Dillon
- 1920 : Mrs. Temple's Telegram (en)
- 1920 : Toujours de l'audace (en)
- 1921 : Le Mangeur de feu (en)
- 1921 : Nos chers disparus (en)
- 1921 : The Hope Diamond Mystery
- 1922 : Un dégourdi (en)
- 1922 : The Heart Specialist (en)
- 1923 : Un gentilhomme d'Amérique (The Gentleman from America) de Edward Sedgwick
- 1923 : Cendres de vengeance (Ashes of Vengeance) de Frank Lloyd
- 1924 : La Danseuse du Caire
- 1924 : Le Capitaine Blake (The Fighting Coward) de James Cruze
- 1925 : The Great Circus Mystery

## Crédit d'auteurs
- (en) Cet article est partiellement ou en totalité issu de l’article de Wikipédia en anglais intitulé « Carmen Phillips » (voir la liste des auteurs).